# Pontiolaelaps
Pontiolaelaps – rodzaj roztoczy z kohorty żukowców i rodziny Digamasellidae.

## Morfologia
Pajęczaki o ciele podzielonym na gnatosomę i idiosomę. Gnatosoma ma pięcioczłonowe nogogłaszczki z członem ostatnim zaopatrzonym w dwuwierzchołkowy pazurek. Epistom ma dwa lub trzy wyrostki na przedzie. Idiosoma ma zaokrąglony brzeg tylny i od wierzchu nakryta jest dwoma wyraźnie oddzielonymi tarczkami: podonotalną (prodorsum) nad podosomą i opistonotalną (postdorsum) nad opistosomą. Tarczka podonotalna odróżnia się od tej u Multidendrolaelaps i Insectolaelaps brakiem scleronoduli. Tarczki brzuszna i analna zlane są w tarczkę wentro-analną. Pierwsza para szczecinek wentralnych rzędu zewnętrznego leży na niezesklerotyzowanym oskórku przed przednią krawędzią tejże tarczki. Odbyt jest niepowiększony i zajmuje mniej niż piątą część długości tarczki wentro-analnej. Odnóża czwartej pary mają sześć lub osiem szczecinek na kolanach i goleniach.

## Taksonomia
Takson ten wprowadzony został w 1984 roku przez Malcolma Luxtona w randze podrodzaju w obrębie rodzaju Dendrolaelaps. Wprowadzenie to uznawane jest jednak za nieważne, jako że nie wyznaczono wówczas gatunku typowego. Dopiero w 1989 roku Luxton wyniósł omawiany takson do rangi rodzaju, wyznaczając jego gatunkiem typowym Dendrolaelaps (Pontiolaelaps) crenatus, i ten rok autorstwa uznawany jest za ważny.
Do rodzaju tego należą trzy opisane gatunki:
- Pontiolaelaps crenatus (Luxton, 1984)
- Pontiolaelaps salinus Luxton, 1989
- Pontiolaelaps terebratus (Luxton, 1984)